# ImageMagick
ImageMagick, invocado a partir da linha de comando como magick, é um software livre e de código aberto multiplataforma para exibir, criar, converter, modificar e editar imagens raster. O ImageMagick foi criado por John Cristy em 1987, e pode ler e escrever mais de 200 formatos de arquivos de imagem. É amplamente utilizado em aplicações de código aberto.

## História
ImageMagick foi criado em 1987 por John Cristy quando trabalhava na DuPont, para converter imagens de 24 bits (16 milhões de cores) para imagens de 8 bits (256 cores), para que pudessem ser exibidas na maioria das telas da época. Foi liberado gratuitamente em 1990 quando a DuPont concordou em transferir os direitos autorais para ImageMagick Studio LLC, a organização que ainda mantém o projeto atualmente.

## Exemplos de uso

### convertendo para escala de cinza
```
 convert test.jpg -modulate 100,0 grey_test.jpg
```

### Convertendo muitas imagens
```
 mogrify -format 
jpg
 *.gif 
```

### Capturando um screenshot (imagem de tela)
```
 sleep 5; import -window root tela.png
```

ou
```
 sleep 5; import -window root tela.png; 
gimp
 tela.png
```

### Combinando com scripts
Os programas contidos no imagemagick podem interagir com scripts aumentando o seu poder. Abaixo um exemplo com um shell script do Linux.
Para colocar muitas imagens em escala de cinza faça:
```
 for i in *; do
   convert $i -modulate 100,0 grey_$i
 done
```

Para redimensionar fotos e modificar a resolução:
```
  for i in *.jpg; do
     convert -quality 70 -resize 30% $i $i-70.jpg;
  done
```